# Dora Nelson
Dora Nelson è un film del 1939 diretto da Mario Soldati. Tratto da una pièce di Louis Verneuil, già filmata in Francia nel 1935 con Elvire Popesco come protagonista.

## Trama
L'ex principessa russa Dora Nelson, attrice viziata e moglie dell'industriale Giovanni Ferrari, abbandona il set per seguire un improbabile e misterioso principe, ma è solo una beffa organizzata dal suo primo marito, creduto morto in un incidente ferroviario. Il regista del film l'ha intanto rimpiazzata con la modesta operaia Pierina, sosia di Dora, alla quale l'industriale chiede di recitare anche nella vita il ruolo della moglie, per evitare lo scandalo e per non rovinare il fidanzamento della figlia Renata con il giovane Enrico Gabardo. Intanto a Cannes, l'ex principessa scopre il tranello che le ha teso il suo primo marito redivivo, e torna a casa pentita; ma è troppo tardi: la ricomparsa del coniuge rende nulle le seconde nozze, e il ricco industriale, felicissimo, sposa Pierina, di cui nel frattempo si era follemente innamorato.

## Critica
Giuseppe Isani su Cinema del 25 dicembre 1939: "Se almeno una volta al mese ci fosse dato di vedere un film dell'eleganza e dell'accuratezza di Dora Nelson, potremmo dichiararci soddisfatti".